# جنغ تبة
جنغ تبة (بالفارسية: جنگ‌تپه) هي قرية تقع في قسم آواجيق الجنوبي الريفي (مقاطعة تشالدران) في إيران. يقدر عدد سكانها بـ 101 نسمة بحسب إحصاء 2016.